# Lista de bandeiras do Brasil

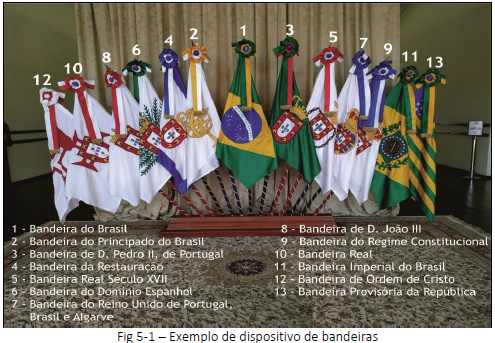
Panóplia completa das bandeiras históricas do Brasil na portaria – C Ex Nº 1.842, de 27 de setembro de 2022.

A Lista de bandeiras do Brasil elenca bandeiras que já existiram e as atualmente em uso no Brasil, como bandeiras nacionais e históricas, nobiliárquicas, dos estados, de instituições públicas, de organizações militares, de autoridades civis ou militares e também bandeiras civis.

## Legislação
Um dos documentos norteadores sobre a vexilologia brasileira é o decreto nº 43.807, de 27 de Maio de 1958, a respeito do cerimonial da Marinha do Brasil, quanto ao formato e usos das bandeiras nas cerimônias.
Já para a disposição das bandeiras dos estados os cerimoniais adotam o que manda o artigo 8º do decreto federal nº 70.274, de 9 de março de 1972, que regulamenta a Ordem de precedência no Brasil.

## Bandeira Nacional
| Bandeira | Data       | Uso                | Descrição |
| -------- | ---------- | ------------------ | --- |
|          | 1889–Atual | Bandeira do Brasil | Um losango amarelo em campo verde, tendo no meio uma esfera azul, semeada com 27 estrelas brancas, e atravessada por uma zona branca com a legenda "ORDEM E PROGRESSO" em letras verdes. |

### Bandeiras históricas
| Bandeira | Data                 | Uso                                                                | Descrição |
| -------- | -------------------- | ------------------------------------------------------------------ | --- |
|          | 1332–1651            | Bandeira da Ordem de Cristo                                        | Um campo branco carregado da Cruz da Ordem de Cristo vermelha. |
|          | 1500–1521            | Bandeira Real Portuguesa                                           | Um campo branco carregado da Cruz da Ordem de Cristo vermelha com o escudo real portugues.                                                                                               |
|          | 1521–1616            | Bandeira de D. João III de Portugal                                | Um campo branco carregado do brasão real portugues. |
|          | 1616–1640            | Bandeira de Portugal durante o Domínio Espanhol                    | Um campo branco carregado do brasão real portugues sobre ramaria verde. |
|          | 1640–1683            | Bandeira de D. João IV de Portugal durante a Guerra da Restauração | Um campo branco com bordas azuis carregado do brasão real portugues. |
|          | 1645–1816            | Bandeira do Principado do Brasil                                   | Um campo branco carregado da esfera armilar dourada portuguesa. |
|          | 1683–1706            | Bandeira de D. Pedro II do Brasil                                  | Um campo verde carregado do brasão real portugues. |
|          | 1600–1700            | Bandeira Real Portuguesa durante o século XVII                     | Um campo verde carregado do brasão real portugues sobre o colar da Ordem de Cristo. |
|          | 1816–1821            | Bandeira do Reino Unido de Portugal, Brasil e Algarves             | Um campo branco carregado do brasão real do Reino Unido de Portugal, Brasil e Algarves.                                                                                                  |
|          | 1821–1822            | Bandeira do Regime Constitucional                                  | Um campo branco com flanco azul na tralha carregado do brasão real portugues. |
|          | 18 set.–1 dez. 1822  | Bandeira do Reino do Brasil                                        | Um losango amarelo em campo verde, tendo no meio o brasão do Reino do Brasil. |
|          | 1822–1853            | Bandeira do Império do Brasil                                      | Um losango amarelo em campo verde, tendo no meio o brasão imperial com 19 estrelas. |
|          | 1853–1889            | Bandeira do Império do Brasil                                      | Um losango amarelo em campo verde, tendo no meio o brasão imperial com 20 estrelas. |
|          | 15 nov.–19 nov. 1889 | Bandeira do governo provisório dos Estados Unidos do Brasil        | Treze listas horizontais verdes e amarelas intercaladas com cantão retangular azul, tendo esse 21 estrelas brancas.                                                                      |
|          | 1889–1960            | Bandeira dos Estados Unidos do Brasil                              | Um losango amarelo em campo verde, tendo no meio uma esfera azul, semeada com 21 estrelas brancas, e atravessada por uma zona branca com a legenda "ORDEM E PROGRESSO" em letras verdes. |
|          | 1960–1968            | Bandeira dos Estados Unidos do Brasil                              | Um losango amarelo em campo verde, tendo no meio uma esfera azul, semeada com 22 estrelas brancas, e atravessada por uma zona branca com a legenda "ORDEM E PROGRESSO" em letras verdes. |
|          | 1968–1992            | Bandeira da República Federativa do Brasil                         | Um losango amarelo em campo verde, tendo no meio uma esfera azul, semeada com 23 estrelas brancas, e atravessada por uma zona branca com a legenda "ORDEM E PROGRESSO" em letras verdes. |

## Bandeiras das Unidades Federativas
| Bandeira | Data          | Uso                             | Descrição |
| -------- | ------------- | ------------------------------- | --- |
|          | 1995–Atual    | Bandeira do Acre                | Campo talhado amarelo e verde com uma estrela vermelha no cantão. |
|          | 1963–Atual    | Bandeira de Alagoas             | Tripartida verticalmente de vermelho, branco e azul com o brasão de armas do estado sem o mote na faixa central.                                                                                             |
|          | 1988–Atual    | Bandeira do Amapá               | Campo cortado de azul e amarelo com gousset verde dividido por duas bordas brancas perfiladas de preto; na tralha, um símbolo branco perfilado de preto representativo da Fortaleza de São José de Macapá.   |
|          | 1982–Atual    | Bandeira do Amazonas            | Faixa vermelha em campo branco com cantão retangular azul semeado com 25 estrelas brancas. |
|          | 1889–Atual    | Bandeira da Bahia               | Quatro listas horizontais brancas e vermelhas intercaladas com cantão quadrado azul carregado de um triangulo branco.                                                                                        |
|          | 1922–Atual    | Bandeira do Ceará               | Um losango amarelo em campo verde, tendo no meio uma esfera branca carregado do brasão do estado. |
|          | 1969–Atual    | Bandeira do Distrito Federal    | Quadrado verde em campo branco carregado de uma cruz de Brasília amarela. |
|          | 1947–Atual    | Bandeira do Espírito Santo      | Tripartida horizontalmente em azul, branco e rosa com o lema "TRABALHA E CONFIA" em letras azuis no centro.                                                                                                  |
|          | 1919–Atual    | Bandeira de Goiás               | Oito listas horizontais verdes e amarelas intercaladas com cantão retangular azul semeado com 5 estrelas brancas.                                                                                            |
|          | 1889–Atual    | Bandeira do Maranhão            | Nove listas horizontais vermelhas, brancas e pretas intercaladas com cantão quadrado azul, tendo no centro desse uma estrela branca.                                                                         |
|          | 1890–Atual    | Bandeira do Mato Grosso         | Um losango branco em campo azul, tendo no meio uma esfera verde carregando uma estrela amarela. |
|          | 1979–Atual    | Bandeira do Mato Grosso do Sul  | Campo azul com uma contrabanda branca de 45 graus que forma, no canto superior esquerdo, um triangulo verde; tendo no canto inferior direito uma estrela amarela.                                            |
|          | 1963–Atual    | Bandeira de Minas Gerais        | Campo branco com um triângulo vermelho no centro contendo as palavras "LIBERTAS", no canto superior esquerdo, "QUÆ SERA", no canto superior direito, e "TAMEN", na base.                                     |
|          | c. 1890–Atual | Bandeira do Pará                | Uma banda branca em campo vermelho com uma estrela azul no centro. |
|          | 1965–Atual    | Bandeira da Paraíba             | Campo vermelho com flanco preto na tralha; a palavra "NEGO" em letras brancas no batente. |
|          | 2002–Atual    | Bandeira do Paraná              | Uma banda branca em campo verde, tendo no meio uma esfera azul, semeada com 5 estrelas brancas da constelação do Cruzeiro do Sul, e atravessada por uma zona branca com a legenda "PARANÁ" em letras verdes, |
|          | 1917–Atual    | Bandeira de Pernambuco          | Campo azul com ponta branca; na parte superior uma estrela amarela; um arco-íris vermelho, amarelo e verde; e um sol amarelo; na parte inferior, uma cruz vermelha.                                          |
|          | 1922–Atual    | Bandeira do Piauí               | Treze listas horizontais verdes e amarelas intercaladas com cantão retangular azul, tendo no centro desse uma estrela branco e na base a data "13 DE MARÇO DE 1823".                                         |
|          | 1965–Atual    | Bandeira do Rio de Janeiro      | Campo esquartelado de branco e azul com o brasão do estado no centro. |
|          | 1957–Atual    | Bandeira do Rio Grande do Norte | Campo cortado de verde e branco com um escudo francês moderno amarelo carregado do brasão do estado. |
|          | 1966–Atual    | Bandeira do Rio Grande do Sul   | Tripartida por contrabanda em verde, vermelho e amarelo com uma esfera branca no centro carregando do brasão do estado.                                                                                      |
|          | 1981–Atual    | Bandeira de Rondônia            | Campo cortado de azul e amarelo, tendo esse um triângulo isóceles verde que tangente a parte inferior de uma estrela branca.                                                                                 |
|          | 1996–Atual    | Bandeira de Roraima             | Tripartida por contrabanda em azul, branco e verde com uma estrela amarela no centro; próximo a parte inferior, uma faixa vermelha estreita.                                                                 |
|          | 1953–Atual    | Bandeira de Santa Catarina      | Faixa branca em campo vermelho com um losangulo verde carregado do brasão do estado. |
|          | 1946–Atual    | Bandeira de São Paulo           | Treze faixas pretas e brancas intercaladas com um cantão vermelho semeado por quatro estrelas amarelas em suas pontas e carregado de uma esfera branco com um mapa do Brasil azul.                           |
|          | 1952–Atual    | Bandeira de Sergipe             | Quatro listas horizontais verdes e amarelas intercaladas com cantão quadrado azul semeado por cinco estrelas brancas.                                                                                        |
|          | 1989–Atual    | Bandeira do Tocantins           | Tripartida por contrabanda em azul, branco e amarelo com um sol estilizado amarelo no centro. |

## Bandeiras do Governo

### Bandeiras presidenciais
| Bandeira | Data       | Uso                                                                 | Descrição                                                     |
| -------- | ---------- | ------------------------------------------------------------------- | ------------------------------------------------------------- |
|          | 1907–1947  | Bandeira Presidencial dos Estados Unidos do Brasil (1907-1947)      | Campo de verde com as armas nacionais posicionadas à esquerda |
|          | 1947–1968  | Bandeira Presidencial dos Estados Unidos do Brasil (1947-1968)      | Campo de verde com as armas nacionais posicionadas ao centro  |
|          | 1968–1971  | Bandeira Presidencial da República Federativa do Brasil (1968-1971) | Campo de verde com as armas nacionais posicionadas ao centro  |
|          | 1971–1992  | Bandeira Presidencial da República Federativa do Brasil (1971-1992) | Campo de verde com as armas nacionais posicionadas ao centro  |
|          | 1992–Atual | Bandeira Presidencial da República Federativa do Brasil             | Campo de verde com as armas nacionais posicionadas ao centro  |

### Bandeiras vice-presidenciais
| Bandeira | Data       | Uso                         | Descrição                                                                                 |
| -------- | ---------- | --------------------------- | ----------------------------------------------------------------------------------------- |
|          | 1971–1992  | Bandeira do Vice-Presidente | 21 estrelas azuis dispostas em cruz em campo amarelo, tendo no cantão as Armas Nacionais. |
|          | 1992–Atual | Bandeira do Vice-Presidente | 21 estrelas azuis dispostas em cruz em campo amarelo, tendo no cantão as Armas Nacionais. |

### Bandeiras de tribunais e parlamentos
| Bandeira | Data       | Uso                                       | Descrição |
| -------- | ---------- | ----------------------------------------- | --- |
|          | 1958–Atual | Bandeira do Supremo Tribunal Federal      | Campo amarelo carregado de uma estrela azul que é o centro de uma circunferencia composta por 20 estrelas azuis. |
|          | 1981–Atual | Bandeira do Tribunal Superior do Trabalho | Campo branco carregando uma estampa vermelha simbólica do Tribunal Superior do Trabalho em baixo do lema "OPUS JUSTITIÆ PAX" em letras vermelhas com um flanco bipartido verticalmente em verde e amarelo no batente. |
|          | 1958–Atual | Estandarte do Superior Tribunal Militar   | Um mapa do Brasil verde, perfilado de ouro, em campo escarlete. No centro do mapa, uma espada de prata com uma balança de ouro e a Tábua da Lei. Dispostos em triângulo isóceles, com o vértice para baixo, os distintivos oficias da Marinha, do Exército e da Aeronáutica. Em semi-círculo superior, a legenda "SUPERIOR TRIBUNAL MILITAR" em letras douradas. Em cada extremidade superior, dois ramos de carvalho, tendo o da direita a data de "1808" e o da esquerda a data "1958". Na parte inferior, um listel azul com as palavras "MARINHA, EXÉRCITO, AERONÁUTICA" em letras amarelas. |
|          | 1977–Atual | Bandeira do Tribunal de Contas da União   | Um retangulo verde em campo branco, tendo no meio um losango azul emoldurado, de amarelo, dos seus limites externos para dentro, formando quatro sinais de conferência em forma de V. No centro do losangulo, uma esfera branca com um monograma amarelo das letras iniciais do nome do Tribunal de Contas da União. |
|          | 2018–Atual | Bandeira do Conselho da Justiça Federal   | Campo branco carregando a logo do Conselho da Justiça Federal |
|          | de facto   | Bandeira do Senado Federal do Brasil      | Campo azul com as armas nacionais posicionadas no centro, abaixo deste a legenda "SENADO FEDERAL" em letras brancas. |

### Bandeiras ministeriais
| Bandeira | Data       | Uso                                           | Descrição |
| -------- | ---------- | --------------------------------------------- | --- |
|          | 1941–2001  | Bandeira do Ministro da Aeronáutica do Brasil | Bipartida verticalmente de verde e azul; na tralha, um losangulo amarelo carregado das Armas Nacionais; no batente, a constelação do Cruzeiro do Sul de branco. |
|          | 1889–1999  | Bandeira do Ministro da Marinha do Brasil     | Da mesma cor, feitio e heráldica da Bandeira do Cruzeiro, tendo a meio do quadrilátero superior esquerdo a estrela das Armas Nacionais.                         |
|          | 1889–1999  | Bandeira do Ministro do Exército do Brasil    | Bipartida verticalmente de verde e azul; na tralha, um losangulo amarelo carregado das Armas Nacionais; no batente, uma faixa vermelha.                         |
|          | 2009–Atual | Bandeira do Ministro da Defesa do Brasil      | 21 estrelas azuis dispostas em cruz em campo amarelo farpado, tendo no cantão a estrela das Armas Nacionais.                                                    |

### Bandeiras imperiais do Brasil
| Bandeira | Data         | Uso                                       | Descrição                                                                                           |
| -------- | ------------ | ----------------------------------------- | --------------------------------------------------------------------------------------------------- |
|          | c. 1822–1853 | Estandarte do Imperador do Brasil         | Campo verde carregando o brasão imperial em ouro com folhas de ouro em cada um de seus cantos.      |
|          | 1853–1889    | Estandarte do Imperador do Brasil         | Campo verde carregando o brasão imperial em ouro com folhas de ouro em cada um de seus cantos.      |
|          | c. 1824–1889 | Estandarte do Príncipe Imperial do Brasil | Campo branco carregando o brasão do príncipe imperial com folhas de blau em cada um de seus cantos. |

## Bandeiras de serviços diplomáticos
| Bandeira | Data       | Cargo                              | Descrição vexilológica |
| -------- | ---------- | ---------------------------------- | --- |
|          | 1958–Atual | Embaixador do Brasil               | Campo amarelo com 21 estrelas azuis dispostas de forma equidistante segundo as diagonais da bandeira.                                |
|          | 1958–Atual | Enviado Extraordinário do Brasil   | Campo amarelo com 5 estrelas azuis dispostas de forma equidistante segundo as diagonais da bandeira.                                 |
|          | 1958–Atual | Encarregados de Negócios do Brasil | Campo amarelo com 5 estrelas azuis dispostas de forma equidistante segundo os eixos retangulares que passam pelo centro da bandeira. |
|          | 1958–Atual | Cônsul geral                       | Campo amarelo com 3 estrelas azuis dispostas de forma equidistante sôbre a vertical que passa pelo centro da bandeira                |
|          | 1958–Atual | Cônsul                             | Da mesma côr e feitio da bandeira-insígnia de Cônsul Geral não tendo, porém, a estrêla situada no centro da bandeira.                |

## Bandeiras militares

### Bandeiras dos comandantes militares
| Bandeira | Data       | Uso                                                                    | Descrição |
| -------- | ---------- | ---------------------------------------------------------------------- | --- |
|          | 1999–Atual | Bandeira do Comandante da Aeronáutica do Brasil                        | Bipartida verticalmente de verde e azul; na tralha, um losangulo amarelo carregado do Brasão do COMAER; no batente, a constelação do Cruzeiro do Sul de branco.                                                    |
|          | 1999–Atual | Bandeira do Comandante da Marinha do Brasil                            | Da mesma cor, feitio e heráldica da Bandeira do Cruzeiro, porém farpado, tendo a meio do quadrilátero superior esquerdo o escudo redondo do Cruzeiro do Sul e a meio do quadrilátero inferior esquerdo uma âncora. |
|          | 1999–2022  | Bandeira do Comandante do Exército do Brasil                           | Bipartida verticalmente de branco e azul; na tralha, o Brasão de Armas do Exército; no batente, uma faixa vermelha.                                                                                                |
|          | 2022–Atual | Bandeira do Comandante do Exército do Brasil                           | Bipartida verticalmente entre um campo branco com o Brasão de Armas do Exército e quatro listras horizontais vermelhas e azuis intercaladas.                                                                       |
|          | 1999–Atual | Bandeira do Comandante do Exército do Brasil quando General de Divisão | Bipartida verticalmente de branco e verde; na tralha, o Brasão de Armas do Exército; no batente, uma faixa amarela.                                                                                                |
|          | 1999–Atual | Bandeira do Comandante do Exército do Brasil quando General de Brigada | Bipartida verticalmente entre um campo branco com o Brasão de Armas do Exército e um campo bipartido horizontalmente de verde e amarelo.                                                                           |

### Bandeiras do Estado Maior Conjunto das Forças Armadas
| Bandeira | Data       | Uso                                                           | Descrição |
| -------- | ---------- | ------------------------------------------------------------- | --- |
|          | 2021–Atual | Bandeira do Chefe do Estado-Maior Conjunto das Forças Armadas | Bipartida verticalmente entre um campo amarelo carregado, em abismo, com o Brasão do EMCFA, e um campo terciado em faixas: a central branca, em chefe verde-oliva e em contra chefe azul.                                                                                                 |
|          | 2021–Atual | Estandarte do Estado-Maior Conjunto das Forças Armadas        | Franjada em ouro; filete amarelo, campo terciado em faixas: a partição central branca, em chefe verde-oliva e em contrachefe azul; em abismo e em brocante, o Brasão do EMCFA; encimando o Brasão, em arco e com caracteres em ouro, o dístico "ESTADO-MAIOR CONJUNTO DAS FORÇAS ARMADAS" |

### Bandeiras daForça Aérea Brasileira
| Bandeira | Data       | Uso                                              | Descrição                                                                 |
| -------- | ---------- | ------------------------------------------------ | ------------------------------------------------------------------------- |
|          | 1999–Atual | Bandeira do Comando da Aeronáutica               | Uma banda azul celeste em campo blau sobreposta pelo Brasão do COMAER.    |
|          | 2006–Atual | Bandeira do Chefe do Estado-Maior da Aeronáutica | Conforme a Figura 65 da Portaria N° 1.199/GC3, de 20 de dezembro de 2006. |
|          | 2006–Atual | Bandeira do Marechal-do-Ar                       | Conforme a Figura 66 da Portaria N° 1.199/GC3, de 20 de dezembro de 2006. |
|          | 2006–Atual | Bandeira do Tenente-Brigadeiro-do-Ar             | Conforme a Figura 67 da Portaria N° 1.199/GC3, de 20 de dezembro de 2006. |
|          | 2006–Atual | Bandeira do Major-Brigadeiro-do-Ar               | Conforme a Figura 68 da Portaria N° 1.199/GC3, de 20 de dezembro de 2006. |
|          | 2006–Atual | Bandeira do Brigadeiro-do-Ar                     | Conforme a Figura 69 da Portaria N° 1.199/GC3, de 20 de dezembro de 2006. |
|          | 2006–Atual | Bandeira do Coronel Aviador                      | Conforme a Figura 70 da Portaria N° 1.199/GC3, de 20 de dezembro de 2006. |
|          | 2006–Atual | Bandeira do Tenente-Coronel Aviador              | Conforme a Figura 71 da Portaria N° 1.199/GC3, de 20 de dezembro de 2006. |
|          | 2006–Atual | Bandeira do Major Aviador                        | Conforme a Figura 72 da Portaria N° 1.199/GC3, de 20 de dezembro de 2006. |
|          | 2006–Atual | Bandeira do Capitão Aviador                      | Conforme a Figura 73 da Portaria N° 1.199/GC3, de 20 de dezembro de 2006. |

### Bandeiras do Exército Brasileiro
| Bandeira | Data       | Uso                             | Descrição                                                 |
| -------- | ---------- | ------------------------------- | --------------------------------------------------------- |
|          | 1987–Atual | Bandeira do Exército Brasileiro | Campo branco com o Brasão de Armas do Exército no centro. |

### Bandeiras da Marinha Brasileira
| Bandeira | Data       | Uso                                                                                           | Descrição |
| -------- | ---------- | --------------------------------------------------------------------------------------------- | --- |
|          | de facto   | Bandeira da Marinha Brasileira                                                                | Campo branco com o Brasão da Marinha no centro. |
|          | 1931–Atual | Bandeira do Corpo de Fuzileiros Navais                                                        | Campo vermelho com uma estrela branca no centro e uma contrabanda branca carregada do ano "1808" em números vermelhos na tralha; no cantão, o escudo do Corpo de Fuzieliros Navais. |
|          | 1847–Atual | Bandeira do Cruzeiro                                                                          | Campo azul-marinho dividido em quatro quadriláteros iguais por uma série de estrelas brancas, uma posicionada no centro e as demais igualmente espaçadas entre si, contando-se com a do centro treze no sentido do comprimento e nove no da largura, totalizando vinte e uma estrelas. |
|          | 1992–Atual | Pavilhão do Almirantado                                                                       | Da mesma cor, feitio e heráldica da Bandeira do Cruzeiro, tendo a meio do quadrilátero superior esquerdo a estrela das Armas Nacionais e a meio do quadrilátero inferior esquerdo duas âncoras cruzadas. |
|          | 1982–Atual | Pavilhão do Chefe do Estado-Maior da Armada                                                   | Da mesma cor, feitio e heráldica da Bandeira do Cruzeiro, tendo a meio do quadrilátero inferior esquerdo duas âncoras cruzadas. |
|          | 1982–Atual | Pavilhão do Comandante de Operações Navais                                                    | Da mesma cor, feitio e heráldica da Bandeira do Cruzeiro, porém farpado, tendo a meio do quadrilátero inferior esquerdo uma âncora. |
|          | 2002–Atual | Pavilhão do Comandante-Geral do Corpo de Fuzileiros Navais                                    | Da mesma cor, feitio e heráldica da Bandeira do Cruzeiro, porém farpado, tendo a meio do quadrilátero inferior esquerdo dois fuzis superpostos a uma âncora. |
|          | 1958–Atual | Pavilhão do Posto de Almirante                                                                | Da mesma cor, feitio e heráldica da Bandeira do Cruzeiro, tendo a meio do quadrilátero superior esquerdo cinco estrelas brancas dispostas como se estivessem ocupando os vértices de um pentágono regular, para cujo centro estará voltada uma das pontas de cada estrela. |
|          | 1958–Atual | Pavilhão do Almirante-de-Esquadra                                                             | Da mesma cor, feitio e heráldica da Bandeira do Cruzeiro, tendo a meio do quadrilátero superior esquerdo quatro estrelas brancas dispostas como se estivessem ocupando os vértices de um losango retangular, para cujo centro estará voltada uma das pontas de cada estrela |
|          | 1958–Atual | Pavilhão do Vice-Almirante                                                                    | Da mesma cor, feitio e heráldica da Bandeira do Cruzeiro, tendo a meio do quadrilátero superior esquerdo três estrelas brancas dispostas como se estivessem ocupando as pontas de um triângulo equilátero, para cujo centro estará voltada uma das pontas de cada estrela. |
|          | 1958–Atual | Pavilhão do Contra-Almirante                                                                  | Da mesma cor, feitio e heráldica da Bandeira do Cruzeiro, tendo duas estrelas brancas dispostas horizontal e simetricamente em relação ao centro do quadrilátero superior esquerdo. |
|          | 1958–Atual | Pavilhão do Comandante-em-Chefe da Esquadra (atualmente, Vice-Almirante)                      | Com aspecto igual ao do pavilhão do posto do oficial que exerce essa função, tem a meio do quadrilátero inferior esquerdo uma âncora singela e a meio do quadrilátero inferior direito uma estrela branca. |
|          | 1958–Atual | Pavilhão de Almirante Comandante de Força (nesse exemplo, se Almirante-de-Esquadra)           | Com aspecto igual ao do pavilhão do posto do oficial que exerce esse Comando, tem a meio do quadrilátero inferior esquerdo uma âncora singela. |
|          | 1958–Atual | Pavilhão de Almirante Comandante de Força de Fuzileiros Navais (nesse exemplo, se Almirante)  | Com aspecto igual ao do pavilhão do posto do oficial que exerce esse Comando, tem a meio do quadrilátero inferior esquerdo dois fuzis cruzados superpostos a uma âncora. |
|          | 1958–Atual | Pavilhão de Capitão-de-Mar-e-Guerra Comandante de Força                                       | Triangular, de cor azul-marinho, dividido em dois quadriláteros e em dois triângulos iguais, por vinte e uma estrelas brancas dispostas em cruz e igualmente espaçadas entre si, de forma que uma fique posicionada no centro, três em cada ramo vertical, cinco no ramo horizontal esquerdo e nove no ramo oposto, tendo ainda no centro do quadrilátero inferior esquerdo uma âncora singela.                           |
|          | 1958–Atual | Pavilhão de Capitão-de-Mar-e-Guerra Comandante de Força de Fuzileiros Navais                  | Triangular, de cor azul-marinho, dividido em dois quadriláteros e em dois triângulos iguais, por vinte e uma estrelas brancas dispostas em cruz e igualmente espaçadas entre si, de forma que uma fique posicionada no centro, três em cada ramo vertical, cinco no ramo horizontal esquerdo e nove no ramo oposto, tendo ainda no centro do quadrilátero inferior esquerdo dois fuzis cruzados superpostos a uma âncora. |
|          | 1958–Atual | Pavilhão de Capitão-de-Fragata ou Capitão-de-Corveta Comandante de Força                      | Triangular, de cor azul-marinho, dividido em dois quadriláteros e em dois triângulos iguais, por vinte e uma estrelas brancas dispostas em cruz e igualmente espaçadas entre si, de forma que uma fique posicionada no centro, três em cada ramo vertical, cinco no ramo horizontal esquerdo e nove no ramo oposto, tendo ainda no centro do quadrilátero inferior esquerdo uma âncora singela.                           |
|          | 1958–Atual | Pavilhão de Capitão-de-Fragata ou Capitão-de-Corveta Comandante de Força de Fuzileiros Navais | Triangular, de cor azul-marinho, dividido em dois quadriláteros e em dois triângulos iguais, por vinte e uma estrelas brancas dispostas em cruz e igualmente espaçadas entre si, de forma que uma fique posicionada no centro, três em cada ramo vertical, cinco no ramo horizontal esquerdo e nove no ramo oposto, tendo ainda no centro do quadrilátero inferior esquerdo dois fuzis cruzados superpostos a uma âncora. |
|          | 1958–Atual | Pavilhão do Comandante Mais Antigo Presente Embarcado (nesse exemplo, se Contra-Almirante)    | De aspecto igual ao do pavilhão do oficial, com a inclusão de uma estrela branca no quadrilátero superior direito. |
|          | 1958–Atual | Pavilhão de Comandante Mais Antigo Presente Embarcado se Oficial Superior                     | Similar ao pavilhão de Capitão-de-Mare-Guerra Comandante de Força, exceto por não possuir a âncora e por ter uma estrela branca a meio do triângulo superior direito. |
|          | 1958–Atual | Pavilhão de Capitão dos Portos                                                                | Similar ao pavilhão de Capitão-de-Mar-eGuerra Comandante de Força, exceto por não possuir a âncora. |
|          | 1958–Atual | Flâmula de Comando                                                                            | De cor azul-marinho, triangular, alongada, com a base coincidindo com a tralha, sendo a altura ocupada por vinte e uma estrelas brancas, igualmente espaçadas entre si. |
|          | 1958–Atual | Flâmula de Oficial Superior                                                                   | Similar à Flâmula de Comando, exceto por ser de cor branca e ter uma única estrela azul a meio da altura do triângulo. |
|          | 1958–Atual | Flâmula de Fim de Comissão                                                                    | De cor azul-marinho, forma triangular, alongada, cuja base coincide com a tralha, sendo a altura igual à metade da guinda do mastro principal, ocupada por vinte e uma estrelas brancas, igualmente espaçadas entre si. |

### Bandeiras honoríficas
| Bandeira | Data       | Uso                                      | Descrição |
| -------- | ---------- | ---------------------------------------- | --- |
|          | 1998–Atual | Bandeira do patrono da Marinha do Brasil | Formato igual ao da Bandeira do Cruzeiro tendo o brasão de armas do almirante Joaquim Marques Lisboa no canto superior e 5 estrelas em formato hexagonal no canto inferior. |

## Iate clubesdo Brasil
| Bandeira | Clube                            |
| -------- | -------------------------------- |
|          | Cabanga Iate Clube de Pernambuco |
|          | Clube dos Jangadeiros            |
|          | Clube Internacional de Regatas   |
|          | Clube de Regatas Guanabara       |
|          | Clube de Aracaju                 |
|          | Clube de Guaratuba               |
|          | Clube de Santos                  |
|          | Clube Rio Janeiro                |
|          | Rio Iate Clube                   |
|          | Veleiros do Sul                  |
|          | Iate Clube da Bahía              |
|          | Iate Clube Paulista              |
|          | Iate Clube Santo Amaro           |